# Češnjev vrt (Čehov)
Češnjev vrt ( rusko Вишнёвый сад), na Slovenskem preveden tudi kot Višnjev vrt, je zadnja igra ruskega dramatika Antona Čehova. Napisana je leta 1903. Čehov je igro opisal kot komedijo z nekaterimi elementi farse, čeprav jo je Konstantin Stanislavski kot prvi režiser obravnaval kot tragedijo. Že od svoje prve produkcije se režiserji spopadajo z dvojno naravo. Pogosto je igra cenjena kot ena od treh ali štirih izjemnih iger Čehova, skupaj z Galebom, Tremi sestrami in Stričkom Vanjo .
Predstava se vrti okoli pravzaprav scenografije posestva, ki je znano po čudovitem nasadu višenj (na Slovenskem so bolj pogoste češnje). To družinsko posestvo pa je v lasti družine z velikimi finančnimi težavami, lastninska razmerja pa ureja ženska vdova. Poleg tematik komedije, kjer neresnost plemenitašev odpira možnosti, za izraz preproste kmečke pameti, so mnogi želeli vplesti tudi tragiko izgubljenosti mnogih vpletenih slojev, kar nudi tragikomično kvaliteto, celo melodramatičnost, kar je novost za rusko dramo. Nova je tudi izrazito prikazana slaba komunikacija med udeleženci, kar naj bi imelo tudi sociološki poudarek.

## Teme
Ena glavnih tem predstave je vpliv družbenih sprememb na ljudi. Emancipacija tlačanstva carja Aleksandra II.  19. februarja 1861 je omogočila, da so nekdanji kmetje lahko pridobili bogastvo in status. Ob prebujajoči industrializaciji pa ni bilo več nenavadno pisati o plemičih tudi drugih držav, ki se ne počutijo bogati, prav nič nenavadno pa ni bilo ob slabih finančnih odločitvah, da plemstvo bankrotira, saj je borza odprla prostor za bančno špekulantstvo. Po štiridesetih letih od emancipacije je Čehov smatral, da bi bilo prav uprizoriti mnoge neumnosti in brezobraznosti nove ruske družbe. Brezobrazni povzpetniki, večni študenti, karierni hlapci, ki nimajo penzije, mladi ljudje, ki jim ni mar nič drugega kot sreča in ljubezen, politikanti, vdove, za katere ne spodobi, da bi bile gospodarstvenice, sposobni in trdni poslovodje, ki imajo velike skrbi, nerodni uradniki, služkinje, ki bi rade največje okrasje, posvojenke, ki se bojijo ljubiti. Učinek teh reform se je še čutil, ko je Čehov pisal štirideset let po množični emancipaciji.
Čehov je prvotno zamislil dramo kot komedijo (res je, da je komedična že prvotna naslovnica), v pismih pa je zapisal, da je ponekod skorajda farsa. Ko je videl izvirno produkcijo Moskovskega umetniškega gledališča v režiji Konstantina Stanislavskega, je zgrožen ugotovil, da je režiser uprizoril predstavo v tragedijo. Po ruski revoluciji je velik del Čehovih del zelo raznoliko interpretiran, deloma tudi zaradi visoke cenjenosti Stanislavskega v gledališču, deloma pa tudi zaradi političnih tendenc uprizarjanja zgodovine.
Plemkinja Ranevskaja in njena nesposobnost upravljanja s premoženjem naslavlja tako slepo zaupanje v francoske modne muhe, kot tudi nestabilno in neodgovorno osebnost, a drama se zanaša predvsem na simbolizem čudovitega cvetočega vrta, ki napoveduje predvsem veliko sadja in ljubezni. Ker se na koncu komedije ta vrt poseka in tako ubije starca, ki je celo življenje delal na posestvu, je želja avtorja v smislu politike bila usmerjena verjetno predvsem v nadaljnje socialne reforme.

## Uprizoritve v Sloveniji
Nazadnje je Češnjev vrt bil uprizorjen v Narodnem gledališču Maribor leta 2015, igrali so Ksenija Mišič, Ana Urbanc, Mojca Simonič, Aleš Valič, Kristijan Ostanek, Matija Stipanič, Vlado Novak, Maša Žilavec, Davor Herga, Mateja Pucko, Ivo Ban, Nejc Ropret, Viktor Meglič, Irena Mihelič, Mirjana Šajinović. V sezoni 2016/2017 so jo uprizorili v slovenskem stalnem gledališču v Trstu. Mestno gledališče ljubljansko je uprizorilo branje igre leta 2015.